# Extreme Rules (2016)
Extreme Rules (2016) było galą profesjonalnego wrestlingu wyprodukowaną przez federację WWE. Była emitowana w systemie pay-per-view (PPV) i na WWE Network. Odbyła się 22 maja w Prudential Center w Newark, New Jersey. Gala pierwotnie miała się odbyć 1 maja w Allstate Arena w Rosemont, Illinois, lecz zamieniono datę i miejsce z galą Payback. Była to ósma gala w chronologii Extreme Rules.
Na gali odbyło się 8 walk (w tym jedna walka na pre-show). W walce wieczoru, WWE World Heavyweight Champion Roman Reigns pokonał AJ'a Stylesa; był to Extreme Rules match. Po walce, powracający po przerwie spowodowanej kontuzją Seth Rollins zaatakował Reignsa. Gala otrzymała mieszane noty od krytyków.

## Przygotowania
Extreme Rules oferowało walki profesjonalnego wrestlingu z udziałem różnych wrestlerów z istniejących oskryptowanych rywalizacji i storyline’ów, które są kreowane na głównych tygodniówkach WWE, Raw i SmackDown. Wrestlerzy zostali przedstawieni jako heele (negatywni, źli zawodnicy i najczęściej wrogowie publiki) i face’owie (pozytywni, dobrzy i najczęściej ulubieńcy publiki), którzy rywalizują pomiędzy sobą w seriach walk mających budować napięcie. Kulminacją rywalizacji jest walka wrestlerska lub ich seria.

### Rywalizacje

#### Roman Reigns vs. AJ Styles
Na gali Payback, Roman Reigns zmierzył się z AJ’em Stylesem o WWE World Heavyweight Championship. Podczas pojedynku, Styles pokonał Reignsa przez wyliczenie poza-ringowe, przez co Shane McMahon zrestartował walkę. Następnie, Reigns wykonał nielegalny cios w krocze Stylesowi, prowadząc do dyskwalifikacji. Stephanie McMahon zrestartowała pojedynek oraz ustanowiła go walką bez dyskwalifikacji. W starcie zainterweniowali Karl Anderson, Luke Gallows oraz The Usos. Ostatecznie, Reigns czysto przypiął Stylesa i obronił mistrzostwo. Po walce Stephanie i Shane uzgodnili, że Styles zasługuje na rewanż w Extreme Rules matchu, który odbędzie się na gali Extreme Rules.

#### The New Day vs. The Vaudevillains
Na gali Payback odbyła się walka finałowa turnieju pretendentów do WWE Tag Team Championship, będącego w posiadaniu The New Day. Wzięli w niej udział The Vaudevillains oraz Enzo Amore i Colin Cassady. Walka zakończyła się no-contestem po tym, jak Enzo Amore doznał wstrząśnienia mózgu. The Vaudevillains otrzymali szansę walki o mistrzostwo tag team na gali Extreme Rules.

#### Charlotte vs. Natalya
Na Payback, mistrzyni kobiet Charlotte nieczysto pokonała Natalyę; gdy Charlotte założyła na przeciwniczce Sharpshooter, sędzia Charles Robinson nakazał zakończenie walki i ogłosił Charlotte zwycięzcą starcia, pomimo iż Natalya nie poddała się. Wydarzenie to było nawiązaniem do niesławnego „Montreal Screwjobu” na Survivor Series 1997. Następnej nocy na Raw ogłoszono, że Charlotte będzie broniła Women’s Championship w kolejnej walce przeciwko Natalyi. Później dodano, że jeżeli Ric Flair zainterweniuje w pojedynek, Charlotte zostanie pozbawiona tytułu.

#### Kalisto vs. Rusev
2 maja na Raw odbył się Battle Royal o prawo do walki na Extreme Rules z posiadaczem WWE United States Championship, Kalistem. Jego zwycięzcą okazał się Rusev.

#### The Miz vs. Cesaro vs. Sami Zayn vs. Kevin Owens
Na WrestleManii 32, Kevin Owens utracił WWE Intercontinental Championship na rzecz Zacka Rydera w Ladder matchu, w którym brali udział także The Miz oraz Sami Zayn. Następnej nocy na Raw, The Miz zdobył Intercontinental Championship w walce z Ryderem. Tydzień później, Owens i Cesaro zmierzyli się w pojedynku o miano pretendenckie do tytułu mistrzowskiego; starcie wygrał Cesaro. Na gali Payback Owens pokonał Samiego Zayna i pozostał w pobliżu ringu, by komentować starcie pomiędzy Cesaro a Mizem. Podczas walki doszło do bójki między Owensem a Zaynem. The Miz wykorzystał zamieszanie i przypiął Cesaro. Następnej nocy na Raw odbyła się kolejna walka o miano pretendenckie pomiędzy Owensem a Cesarem; walka zakończyła się no-contestem po tym, jak w walkę zainterweniowali Miz i Zayn. 5 maja na SmackDown, Owens i Cesaro przerwali walkę Miza i Zayna. 9 maja, Generalni Managerowie Raw, Shane i Stephanie McMahon, ogłosili Triple Threat match pomiędzy Mizem, Cesaro i Owensem na Extreme Rules. Jeszcze tej samej nocy Sami Zayn pokonał The Miza, zdobywając miano pretendenckie, w wyniku czego został dodany do walki.

#### Dean Ambrose vs. Chris Jericho
Na gali Payback, Dean Ambrose pokonał Chrisa Jericho. Następnej nocy na Raw, Stephanie McMahon odwołała segment The Ambrose Asylum i zastąpiła go talk-showem Chrisa Jericho, The Highlight Reel. Jericho wyszedł do ringu i zaatakował Ambrose’a. Tydzień później, Ambrose pobił Jericho i zniszczył jego kurtkę, zaś 12 maja na SmackDown, Jericho zaatakował Ambrose’a i założył mu kaftan bezpieczeństwa. Na następnym Raw, Ambrose wyzwał Jericho do walki na Extreme Rules; Jericho przyjął wyzwanie. Ambrose wyjawił, iż stypulacją ich starcia na gali będzie pierwszy w historii Asylum match – Steel Cage match z różnymi przedmiotami wiszącymi nad ringiem.

#### Baron Corbin vs. Dolph Ziggler
Pierwsza walka Barona Corbina i Dolpha Zigglera zakończyła się wyliczeniem pozaringowym. Ziggler pokonał Corbina na gali Payback, lecz Corbin zdołał pokonać rywala tydzień później na Raw. 16 maja ogłoszono, że Corbin i Ziggler zmierzą się ze sobą jeszcze raz, w No Disqualification matchu na gali Extreme Rules.

#### Karl Anderson i Luke Gallows vs. The Usos
11 kwietnia Karl Anderson i Luke Gallows zadebiutowali w WWE, atakując The Usos. 25 kwietnia The Usos pokonali Andersona i Gallowsa w starciu drużynowym. Po gali Payback, dwa tag-teamy wielokrotnie mierzyły się ze sobą w walkach drużynowych; w rywalizację dwóch drużyn wtrącili się też Roman Reigns i AJ Styles. 19 maja na SmackDown ogłoszono, że Anderson i Gallows zmierzą się z The Usos w Tornado Tag Team matchu na Extreme Rules.

## Gala

### Pre-show
Extreme Rules Kickoff Show został poprowadzony przez Renee Young, zaś Corey Graves, Booker T i Jerry Lawler służyli jako analitycy. Przy stole analityków pojawiły się też Becky Lynch oraz Paige.
Podczas pre-showu Colin Cassady przerwał promo The Dudley Boyz. The Dudleys próbowali pobić Cassady'ego, lecz ten zdołał odeprzeć atak i wygonić braci Dudley z ringu. Baron Corbin pokonał Dolpha Zigglera w walce bez dyskwalifikacji.

### Główne show
W pierwszej walce transmisji pay-per-view, Karl Anderson i Luke Gallows pokonali The Usos w Tornado Tag Team matchu po wykonaniu na nich finishera drużynowego Magic Killer.
Rusev (wspierany przez Lanę) zmusił posiadacza WWE United States Championship Kalisto do poddania się, stając się mistrzem Stanów Zjednoczonych po raz drugi.
W następnej walce gali, The New Day (Big E i Xavier Woods, z Kofim Kingstonem jako ich menedżerem) pokonali The Vaudevillains (Aidena Englisha i Simona Gotcha) i obronili WWE Tag Team Championship. W starcie zainterweniował Kofi Kingston.
The Miz (z menedżerką Maryse) obronił WWE Intercontinental Championship w Fatal 4-Way matchu z Cesaro, Kevinem Owensem i Samim Zaynem. W walkę wielokrotnie inteweniowała Maryse.
Następnie, Dean Ambrose pokonał Chrisa Jericho w pierwszym w historii Asylum matchu. Ambrose skontrował Codebreaker Jericho, rzucając go na rozsypane wcześniej pinezki, po czym wykonał na nim Dirty Deeds i przypiął rywala.
Charlotte obroniła WWE Women’s Championship w walce przeciwko Natalyi. Dodatkowym warunkiem ich Submission matchu było to, że jeżeli Ric Flair pojawiłby się w pobliżu ringu, to jego córka, Charlotte, natychmiast utraciłaby tytuł. Podczas, gdy Natalya wykonywała Sharpshooter na przeciwniczce, na rampę wyszła Dana Brooke przebrana za Rica Flaira. Charlotte wykorzystała zdezorientowanie Natalyi, wykonała na niej Figure Eight Leglock i zmusiła ją do poddania się.

### Walka wieczoru
Walką wieczoru był Extreme Rules match o WWE World Heavyweight Championship pomiędzy mistrzem Romanem Reignsem a AJ'em Stylesem. Styles i Reigns rozpoczęli bójkę poza ringiem; Reigns otrzymał Phenomenal Forearm ze stołu analityków pre-show, a później wykonał back body drop na Stylesie, łamiąc nim stół komentatorski. W walkę interweniowali Karl Anderson, Luke Gallows oraz The Usos. W końcu, Reigns skontrował kolejny Phenomenal Forearm Stylesa i przypiął rywala. Po walce, powracający Seth Rollins zaatakował Reignsa.

## Wydarzenia po gali
Po powrocie, Seth Rollins skupił się zdobyciu WWE World Heavyweight Championship. Shane McMahon ogłosił, że Rollins zmierzy się z Romanem Reignsem na Money in the Bank (2016).
Noc po Extreme Rules, AJ Styles odszedł od The Club i nie zdołał dostać się do grona uczestników Money in the Bank ladder matchu. Tydzień później, powitał powracającego Johna Cenę, po czym niespodziewanie zaatakował go, przechodząc heel turn i ponownie dołączając do The Club.

## Odbiór gali
Gala wywołała mieszane reakcje krytyków. Większa ich część pochwaliła Fatal 4-Way match o Intercontinental Championship oraz walkę wieczoru, lecz wypowiadała się negatywnie wobec reszty walk.
James Caldwell z czasopisma Pro Wrestling Torch przyznał 4.5 gwiazdki (na 5) starciu o tytuł interkontynentalny; pochwalił scenariusz prowadzący do walki, jak również sam Fatal 4-Way. Walkę wieczoru ocenił na 3.75 gwiazdki. Skrytykował występ Barona Corbina oraz wskazał wygraną Ruseva jako pozytywną część gali.
Jack de Menezes z The Independent pochwalił walkę o Intercontinental Championship, walkę wieczoru oraz powrót Setha Rollinsa. Stwierdził, że tag team match o Tag Team Championship był najlepszym występem The Vaudevillains od czasu ich debiutu w głównym rosterze.
Dave Meltzer z Wrestling Observer również pochwalił Fatal 4-Way match oraz walkę Reignsa ze Stylesem. Uznał walkę o United States Championship za "dobrą".
Kenny Herzog z The Rolling Stone skrytykował galę za brak zaskoczenia w wynikach walk. Skrytykował Asylum match, sposób przedstawiania Deana Ambrose'a przez WWE, końcówkę walki o Women's Championship oraz tag team match. Według niego, pozytywnymi częściami gali były Fatal 4-Way match oraz walka wieczoru.

## Wyniki walk
| Nr                                                                   | Wyniki | Stypulacje                                                                                       |
| -------------------------------------------------------------------- | --- | ------------------------------------------------------------------------------------------------ |
| 1P                                                                   | Baron Corbin pokonał Dolpha Zigglera                                                                               | No Disqualification match                                                                        |
| 2                                                                    | Karl Anderson i Luke Gallows pokonali The Usos                                                                     | Tornado Tag Team match                                                                           |
| 3                                                                    | Rusev (w/ Lana) pokonał Kalisto (c)                                                                                | Singles match o WWE United States Championship                                                   |
| 4                                                                    | The New Day (Big E i Xavier Woods) (w/ Kofi Kingston) (c) pokonali The Vaudevillains (Aiden English i Simon Gotch) | Tag Team match o WWE Tag Team Championship                                                       |
| 5                                                                    | The Miz (c) pokonał Cesaro, Samiego Zayna i Kevina Owensa                                                          | Fatal 4-Way match o WWE Intercontinental Championship                                            |
| 6                                                                    | Dean Ambrose pokonał Chrisa Jericho                                                                                | Asylum match                                                                                     |
| 7                                                                    | Charlotte (c) pokonała Natalyę                                                                                     | Singles match o WWE Women’s Championship Jeśli Ric Flair zainterweniuje, Charlotte straci tytuł. |
| 8                                                                    | Roman Reigns (c) pokonał AJ Stylesa                                                                                | Extreme Rules match o WWE World Heavyweight Championship                                         |
| (c) – mistrz/mistrzyni przed walkąP – walka miała miejsce w pre-show | |                                                                                                  |